# Cheick Diabaté
Cheick Tidiane Diabaté (Bamako, 1988. április 25. –) mali válogatott labdarúgó, jelenleg a Benevento játékosa kölcsönben az Osmanlıspor együttesétől.

## Pályafutása

### Klubcsapatban
Hazájában a Centre Salif Keita csapatában kezdte pályafutását, 2006-ban igazolt Európába a FC Girondins de Bordeaux utánpótlás csapatához. A 2008-2009-es szezonra kölcsönadták a másodosztályú AC Ajaccio csapatának, ahol 30 meccsen 14 gólt lőtt. A következő szezonban ismét kölcsönadták, ezúttal a AS Nancy-Lorraine-nek. Itt mutatkozott be az élvonalba, két mérkőzésen 11 percet játszott. 2011-től a FC Girondins de Bordeaux-nál játszik, 44 mérkőzésen 14 gólt szerzett.

### A válogatottban
18 válogatott mérkőzésen 9 gólt szerzett. Tagja volt a 2012-es afrikai nemzetek kupája torna 3. helyén végző válogatottnak. A bronzmérkőzésen gólt szerzett.

### Sikerei, díjai
Afrikai nemzetek kupája 3. hely 2012